# Amphithalamus obesus
Amphithalamus obesus is een slakkensoort uit de familie van de Anabathridae. De wetenschappelijke naam van de soort is voor het eerst geldig gepubliceerd in 1866 door H. Adams.